# Acúrsio Carrelo
Acúrsio Freire Alves Carrelo, conocido futbolísticamente como Acúrsio (Lourenço Marques, Mozambique, 16 de marzo de 1931- 9 de enero de 2010), fue un futbolista portugués que jugaba como guardameta. También tuvo una trayectoria como portero de hockey patines.

## Selección nacional
Fue internacional con la selección de fútbol de Portugal en ocho ocasiones. Debutó el 20 de mayo de 1959 en Gotemburgo contra Suecia, al que derrotó por 0-2. Jugó cuatro partidos en la ronda de clasificación de la Eurocopa 1960.

## Clubes
| Club                        | País     | Año       |
| --------------------------- | -------- | --------- |
| Clube Ferroviário de Maputo | Portugal | 1955      |
| FC Porto                    | Portugal | 1955-1961 |

## Palmarés

### Campeonatos nacionales
| Título           | Club     | País     | Año  |
| ---------------- | -------- | -------- | ---- |
| Primeira Divisão | FC Porto | Portugal | 1959 |